# Rabló szitakötők
A rabló szitakötők (Lestidae) a kis szitakötők (Zygoptera) alrendbe tartozó Lestoidae öregcsalád névadó családja.

## Megjelenésük, felépítésük
Ércfényű zöld vagy bronzszínűek. Szárnyaik töve keskeny, nyélszerű. Az első szárny szárnyjegye alatt 2-3 sejt van. A szárnyak erei többnyire ötszögletű sejteket zárnak közre. Lábszáraik nem laposak.
Az egyenlő szárnyúak közül kitűnnek azzal, hogy szárnyaikat pihenés közben nem hátul összecsapva, hanem szétterjesztve tartják — kivéve az erdei rablót (Sympecma fusca Vander Linden, 1820). A Lestes nem ivarérett hímein a potroh végét és tövét hamvas, kékesfehér bevonat díszíti; ez egyes fajoknál a nőstényeken is kifejlődik.

## Életmódja, élőhelye
A hazai fajok többsége jól fölmelegedő, esetleg időszakos állóvizekben fejlődik.

## Rendszerezésük
A családba az alábbi alcsaládok és nemek tartoznak:
- Lestinae
  - Archilestes
  - Chalcolestes
  - Lestes
  - Orolestes
  - Platylestes
  - Sinhalestes
- Sympecmatinae
  - Austrolestes
  - Indolestes
  - Sympecma